# Institutul Teologic Romano-Catolic Franciscan
Institutul Teologic Romano-Catolic Franciscan este o instituție de învățământ universitar teologic din Roman, județul Neamț, România, ce are ca obiectiv formarea viitorilor preoți ce aparțin Ordinului Fraților Minori Conventuali și altor Congregații religioase existente pe teritoriul diecezei de Iași.

## Istoric
Institutul se constituie în urmaș al Academiei „Sfântul Bonaventura” din Luizi Călugăra și și-a deschis porțile în ziua de 2 mai 1990, în localitatea Nisiporești județul Neamț. Din toamna anului 1991 a fost transferat la Roman. Din anul 1995 a fost afiliat la Facultatea Pontificală „Sfântul Bonaventura” din Roma, iar din anul universitar 2000-2001 a obținut, din partea Consiliului Național de Evaluare Academică și Acreditare, autorizația de funcționare provizorie.

## Activitate
Activitatea academică se desfășoară în primul rând în cadrul celor două facultăți: Facultatea de Filosofie „I. Duns Scotus” (înființată în anul 2009), și Facultatea de Teologie Pastorală (înființată odată cu Institutul). Corpul profesoral este asigurat mai ales de preoți specializați în diferite domenii, dar și de unii profesori laici.
Biblioteca universitară „Petru Tocănel” deține atât carte rară și veche – în mare parte donată de părintele Petru Tocănel, precum și un fond de carte permanent actualizat din diverse domenii. 
Sub patronajul Institutului își desfășoară activitatea 3 centre de cercetare:
- Centrul de Studii Religioase Sfântul Anton de Padova: înființat în anul 2000, s-a orientat spre cunoașterea spiritualității antoniene și actualizari dogmatice și sacramentale al Bisericii cu privire la aspecte actuale. Acest centru publică din 2003 revista Lumen fidei
- Academia Istorico-Juridico-Teologică „Petru Tocănel”: Înființată în 2002, s-a axat pe laturile istorică și juridică, rezultatul cercetărilor este publicat în coloana Studia et Documenta
- Centrul de Cercetare Ecumenică și de Dialog Interreligios „Pax et unitas”: înființat în 2003, reunește ierarhi, clerici și laici aparținând diferitelor Biserici creștine: romano-catolică, greco-catolică și ortodoxă. Rezultatele cercetărilor sunt publicate în revista „Pax et unitas” (apărută în 2003) și în coloana de studii Universalia

Institutul mai patronează:
- O editură – Editura Serafica
- Revista Studii franciscane – apărută în anul 2002 și care este destinată concretizării cercetărilor individuale sau de grup ale cadrelor didactice
- Din anul 2011  revista Cultură și filosofie franciscană a Facultatății de Filosofie
- Viața Fraternă, care apare sub îngrijirea studenților din 1993, fiind o revistă de spiritualitate și cultură franciscană.